# ريغان سميث
ريغان سميث (بالإنجليزية: Regan Smith)‏ هو سائق سيارة سباق أمريكي، ولد في 23 سبتمبر 1983 في كاتو في الولايات المتحدة.

## وصلات خارجية
- الموقع الرسمي
- ريغان سميث على موقع Racing-Reference.info (الإنجليزية)
- ريغان سميث على موقع DriverDB.com (الإنجليزية)